# Brenton
 (décembre 2016).
Améliorez-le ou discutez des points à vérifier. 
Brenton est un nom de famille et un endroit anglais. Le nom indique ancêtres venu de Brenton, près d'Exminster, à l'Angleterre. La signification originelle était "ferme de Bryni". Bryni était un vieux nom anglais donné en fonction du mot Bryne, «flamme». Actuellement aux États-Unis il est utilisé aussi comme nom.
La forme italienne Brentano se rapporte aux riverains de Brenta, une rivière en Italie du Nord. Le nom de famille Brentano est arrivé en Allemagne au XVIIe siècle avec des immigrants italiens, bien que déjà les anciens Romains aient certainement amené leurs noms en Angleterre. En plus, des Brentanos célèbres sont restés en Italie, par exemple le comte Carlo Brentano de Corbetta (près de Milan) au XVIIIe siècle ou l’architecte milanais Giuseppe Brentano au XIXe siècle.
La forme Brent (p. ex. Brent Tarleton dans "Autant en emporte le vent") semble être une abréviation de Brenton en anglais, bien qu’elle puisse également provenir d’immigrants qui s’appelaient Brentano. Une troisième origine pourrait être Brant en ancien germanique (signifiant "épée qui cause une douleur ardente", dans des suffixes de noms comme Hildebrand). Jusqu’à la conquête normande en 1066, le vieux norrois avait en effet une forte influence en Angleterre, surtout après l'invasion de ce pays par le roi danois Knud Ier le Grand en 1016 après la bataille de Brentford.
En plus d’une rivière et d’une montagne Brenta en Italie du Nord, il existe aussi une rivière Brent dans la partie ouest de Londres, bordée par les quartiers Brent, Brentford et Brentwood. En Amérique du Nord, plusieurs endroits s’appellent Brentwood ou Brandon. Brent est aussi le nom d’un gisement de pétrole en mer du Nord qui sert de brut de référence au niveau mondial.
En dehors de la famille allemande Brentano ou les Virginia Brents, Brent est aussi un prénom connu par :
- Brent Sadler, journaliste des États-Unis et reporter de CNN, ancien collègue du correspondant de guerre Peter Arnett
- Brent Scowcroft, conseiller à la sécurité des présidents Reagan et Bush père 1989-1993
- Brent Spiner, acteur américain (par exemple dans "Star Trek" ou "Independence Day")
- Brent N. Kennedy, professeur d’éthnologie aux États-Unis (thèse : découverte turque de l’Amérique avant Christophe Colomb)
- Brent McCall, musicien américain
- Brent W. Jett, astronaute américain
- Brent Musburger, journaliste et commentateur de sport pour le réseau américain ABC

Bien que le général Scowcroft soit mormon et que les autres personnes citées (sauf Kennedy) fassent partie d’églises protestantes, la plupart des nommés Brent, Brenton ou Brentano – suivant les traditions irlandaises et italiennes – sont des catholiques. En revanche, Charles Brent était évêque de la mission anglicaine aux États-Unis, tandis que Brentwood (Essex) en Angleterre est le siège d’un évêque catholique romain.